# Paekp’a Kŭngsŏn
Paekp'a Kŭngsŏn (ur. 1767, zm. 1852) – koreański mistrz sŏn z końcowego okresu dynastii Chosŏn. W swoim nauczaniu łączył sŏn i hwaŏm.

## Życiorys
Mistrz Paekp'a urodził się w Mujanghyŏn w prow. Chŏlla.
Gdy miał 11 lat opuścił dom i został nowicjuszem w klasztorze Sŏnŭn. Osiągnął oświecenie w wieku 12 lat pod kierunkiem mistrza Sihŏna. Przyjął pełną ordynację mnisią u mistrza Sŏlpy Sang'ŏna i pod jego kierunkiem praktykował sŏn w pustelni Yŏngwŏn. Następnie udał się do klasztoru Kuam, w którym kontynuował praktykę sŏn u mistrza Sŏlbonga. Od tego mistrza otrzymał przekaz Dharmy. Studiował również szkoły doktrynalne (kyo)
Po kilku latach intensywnej praktyki rozpoczął w wieku 26 lat nauczanie, co kontynuował przez 20 następnych lat. Wędrował od klasztoru do klasztoru i gdziekolwiek nauczał z całego regionu schodzili się setkami mnisi, aby go wysłuchać.
W 1815 r. postanowił jednak zmienić sposób praktyki. Powiedział" Odkąd zostałem mnichem w młodym wieku nieustannie studiowałem. Lecz liczyłem tylko na skarby innych i z tego powodu nie mam nic własnego – nawet połowy. Porzucił wszystko i udał się w góry, gdzie praktykował wędrując z jednego klasztoru do drugiego. Jego towarzyszami byli podobnie myślący mnisi, którzy tak jak i on ślubowali, że będą praktykować sŏn do samej śmierci. Założyli razem "Odosobnioną Społeczność Medytacji i Mądrości". Było to ok. 1822 r.
Potem przebywał w klasztorze Unmun w Ch’ungch’ŏng i stał się znany w całej prowincji Chŏlla jako wielki mistrz sŏn.
W 1830 r. powrócił do klasztoru Kuam i kontynuował tam nauczanie sŏnu.
W 1840 r. przeniósł się do klasztoru Hwaŏm, gdzie zmarł w 1852 r.

## Nauki
Wszystkie prace Paekp'y są związane z sŏnem i istota jego filozofii była także z nim związana.
Mistrz był jednym z najważniejszych ideologów, którzy pojawili się z ostatnim okresie panowania dystasti Chosŏn. Jego główne dzieło Sŏnmun sukyŏng (Ręczne lusterko sŏnu) było nie tylko przewodnikiem po sŏnie, ale także ważną pracą teoretyczną.
Gdy zarówno subiektywność jak i obiektywność się wyciszają, jest wtedy jedna tajemnicza rzecz, która jest niczym innym, jak tylko buddą i umysłem. Poza tym umysłem nie ma już żadnego innego buddy. To właśnie umysł wyrywa się na zewnątrz i wtedy przestaje być umiejscowiony. Można przywrócić jego oryginalne jakości, gdy stanie się on mocny jak gruby mur. Kiedy 6 zmysłów wycisza się, umysł staje się jasny i czysty, i wtedy ciało staje się takie samo. To, że umysł wyrywa się naprzód jak nieokiełznane konie, jest chorobą. Gdy oryginalny, pierwotny umysł traci światło ignorancji, traci się nasz pierwotny umysł na rzecz umysłu pomieszanego.
Teoria Paekp'y jest pozytywnym wyjaśnieniem możności wewnętrznego świata. Jednak jest ona zbyt "praktyczna". Innymi słowami, wyjaśnienie "duchowej wiedzy" (kor. yŏngji) nasuwa skojarzenia z czymś rzeczywistym i wiecznym – jak np. duch. To prowadzi do doktryny o nieśmiertelności duszy. Jest to bardzo poważna deformacja nauk buddyzmu. Zasadniczy bowiem punkt widzenia buddyzmu mahajany jest taki, że żadna wieczna prawda nie jest możliwa. Tymczasem Paekp'y ideą jest wieczny umysł buddy.
To poprzednie stanowisko jest wyjaśnione przez nagłe oświecenie. Paekp'y, tak jak i innych teoretyków i ideologów, nie interesował już problem nagłego oświecenia i stopniowej praktyki, gdyż po zjednoczeniu szkół sŏnu i doktryny (kor. kyo) sŏniczna teoria została ostatecznie zaakceptowana bez żadnego krytycyzmu.
Pod koniec dynastii Chosŏn rozgorzał spór pomiędzy zwolennikami dwóch rodzajów sŏnu i zwolennikami trzech rodzajów sŏnu. Przyczyną tego było to, że podział na tylko dwie tradycje sŏnu i doktryny nie nastąpił z przyczyn naturalnych, a był wynikiem tępienia buddyzmu przez konfucjański aparat władzy dynastii Chosŏn. Dlatego najważniejszym zadaniem stała się systematyzacja sŏnu.
Pojawiły się od razu dwie tendencje: konserwatywna – używanie dawnej klasyfikacji chińskiego chanu, oraz radykalna – stworzenie nowej interpretacji i nowej klasyfikacji.
System klasyfikacji buddyzmu został zapoczątkowany w Sutrze Lankawatarze. Następna klasyfikacja wyłoniła się w szkole chan i została dokonana przez mistrza Guifenga Zongmiego (786–841):
- chan niebuddyjski (chiń. waido chan; kor. ŏdo sŏn)
- chan zwykłych ludzi (chiń. fanfu chan; kor. pŏmbu sŏn)
- chan małego pojazdu (hinajany) (chiń. xiaocheng chan; kor. sosŭng sŏn)
- chan wielkiego pojazdu (mahajany) (chiń. dacheng chan; kor. taesŭng sŏn)
- chan najwyższego pojazdu (chiń. Zuischangcheng chan; chŏsangsŭng sŏn)

Ten ostatni rodzaj chanu Guifeng nazywał także "czystym chanem Tathagaty (chiń. rulaiqingjing chan' kor. yŏraech'ŏngjŏng sŏn). Było to rozumiane jako stopnie w praktyce.
To prowadziło do podziału na patriarchalny chan i chan Tathagaty. Chińscy chaniści podkreślali nadrzędność chanu patriarchalnego.
Pakekp'a podzielił sŏn na trzy różne typy:
- sŏn patriarchalny (kor. chosa sŏn)
- sŏn Tathagaty (kor. yŏrae sŏn)
- sŏn rozumowy (chiń. yi-li chan; kor. ŭiri sŏn)

Wychodził on z założenia, że sŏn jest czymś więcej niż tylko zwyczajną doktryną. W Sŏnmun sugyŏng wyjaśnia on metody i teorie w bardzo logiczny sposób, omawiając aż 23 elementy, skategoryzowane przez niego według zdolności praktykujących. Argumentował, że chociaż wszyscy oni praktykują to samo, to wyniki są różne. Wnioskował, że praktyka zależy więc od osoby, i prawdziwy sŏniczny stan samadhi może być osiągnięty. Zmierzał więc do sklasyfikowania postępowania w praktyce i jej rezultatów w zależności od indywidualnych zdolności, aby znaleźć sposoby na przezwyciężenie ograniczeń.
Powyższy podział związany był z etapami praktyki.
Najwyższym etapem był sŏn patriarchalny: stan oświecenia i prawdziwej "pustości" (skt śunjata) i nieopisanej "istotności", tak że zwyczajny umysł jest samym umysłem buddy. Drugim etapem był sŏn Tathagaty – jest to także stan, w którym wszystko skupia się w jednym, tak że jedynym odniesieniem jest ty "jeden umysł". Na tym etapie istnieje przeświadczenie o istnieniu "tylko umysłu". Trzeci etapem jest sŏn rozumowy lub logiczny. Na tym etapie rozróżnia się fenomeny od noumenu, istnienie od pustki itd. Jest tu obecny rozum a nie stan "jednego umysłu". Inaczej mówiąc jest to zwykły mówiony sŏn.
Jego książka Sŏnmun sugyŏng i klasyfikacja spotkały się ostrą krytyką. Największa – została wyrażona w dziele Sŏnmun sabyŏn manŏ wybitnego mistrza sŏn Ch'oŭi Ŭisuna.

## Dzieła
- Susŏn kyŏlsamun kwasŏk (Posegregowana interpretacja "Zgromadzenia praktykujących sŏn")
- Chŏnghye kyŏlsamun (Odosobniona Społeczność Medytacji i Mądrości)
- Yukjo taesa pŏpbo tanhyŏng yohae (Komentarz do Krótkiej sutry Szóstego Patriarchy)
- Pŏpbodan kyŏngyohae (Istotne rozumienie "Sutry ołtarzowej")
- T’aegoam kagwa sŏk
- Sikjisŏl
- Ojong kangyo sagi (Prywatne zapiski o istocie pięciu szkół)
- Sŏnmun yŏmsong sagi (Prywatne zapiski o "Oświeconych wersach sŏnu")(5 tomów)
- Kŭmganggyŏng p'alhaegyŏng (Lustro ośmiu zrozumień Diamentowej sutry)
- Sŏnyogi (Zapiski o istocie chanu)
- Chakbŏp kwigam (Lustro buddyjskich rytuałów) (2 tomy)
- Paekp'ajip (Eseje Pakep'y)
- Sŏnmun sugyŏng (1826, Ręczne lusterko sŏnu)

## Linia przekazu Dharmy
Pierwsza liczba to kolejność pokoleń od Mahakaśjapy. (1)
Druga liczba, to pokolenie od 1 Patriarchy Chin – Bodhidharmy (28/1)
Trzecia liczba, to pokolenia mistrzów koreańskich.
- 63/36/7 Sŏsan Taesa (1520–1604)
  - 64/37/8 P’yŏnyang Ŏngi (1581–1644)
    - 65/38/9 P’ungdam Uidam (P’ungdam Ŭisim i Pungjung Hŏnsim) (1592–1665)
      - 66/39/10 Sangbong Chŏngwon (1627–1709)
        - 67/40/11 ?
          - 68/41/12 ?
            - 69/42/13 ?
              - 70/43/14 Uich'ŏm Inak (1746–1796)

      - 66/39/10 Woljŏ Doan (1638–1715)
        - 67/40/11 Ch'ubung (bd)
        - 67/40/11 Ch'ŏho (bd)
        - 67/40/11 Suil (bd)

      - 66/39/10 Wŏldam Sŏljŏ (bd)
        - 67/40/11 Hwansŏng Chian (1664–1729)
          - 68/41/12 Hamwol Haewon (1691–1770)
          - 68/41/12 Ch’wijin Ch’ŏrim (bd)
          - 68/41/12 Yongam Chŭngsuk(bd)
          - 68/41/12 Hoam Chejŏng (1687–1748)
            - 69/42/13 Yŏndam Yu'il (1720–1799)
              - 70/43/14. Taeŭn Nang'o (1780–1841)
              - 70/43/14. Paengnyŏn Toyŏn (1737–1807)
                -                   - 71/44/15. Wanho Yunu (1758–1826)
                    - 72/45/16. Ch'oŭi Ŭisun (1786–1866)
                      - 73/46/17. Sŏn'gi
                      - 73/46/17. Pŏmin

            - 69/42/13 Sŏlpa Sang'ŏn (1710–1791)
              - 70/43/14 Kye'un Honghwal (bd)
              - 70/43/14 Yong'ak Sŏngni (bd)
              - 70/43/14 Paekp'a Kŭngsŏn (1767–1852)
                - 71/44/15 Ch'immyŏng Hansŏng (1801–1876)
                - 71/44/15 Tobong Chŏnggwan (bd)
                - 71/44/15 Sŏldu Yuhyŏng (1824–1889)

            - 69/42/13 Chŏngbong Kŏan (bd)
              - 70/43/14 Yulbong Chŏngwa (bd)
                - 71/44/15 Kŭmhŏ Pŏpjŏm (bd)
                  - 72/45/16 Yŭngam Pongyu (bd)
                    - 73/46/17 Yŏnwŏl Pongyul (bd)
                      - 74/47/18 Manhwa Posŏn (bd)
                        - 75/48/19 Kyŏnghŏ Sŏngu (1849–1912)
                          - 76/49/20 Yongsong (1864–1940)
                          - 76/49/20 Suwŏl (1855–1928)
                          - 76/49/20 Hyewŏl Haemyong (1861–1937)
                          - 76/49/20 Mangong Wŏlmyŏn (1872–1945)
                          - 76/49/20 Hanam Chungwŏn (1876–1951)